# Melanoma lentiginoso acral
El melanoma lentiginoso acral (MLA) es un tipo agresivo de cáncer de piel. El melanoma es un grupo de cánceres de piel graves que se originan a partir de células pigmentarias (melanocitos); el melanoma lentiginoso acral es un tipo de melanoma cutáneo lentiginoso. El melanoma lentiginoso acral es el subtipo más frecuente en personas de piel más oscura y es poco frecuente en personas de piel más clara. No está causado por la exposición a la luz solar o a la radiación UV, y el uso de protección solar no protege contra él. El melanoma lentiginoso acral suele aparecer en las palmas de las manos, las plantas de los pies, debajo de las uñas y en la mucosa oral. Se produce en superficies corporales no pilosas, que no necesariamente han estado expuestas a la luz solar. También se encuentra en las mucosas.
La incidencia absoluta del MLA es la misma para las personas de todos los colores de piel, y no ha cambiado significativamente desde hace décadas. Sin embargo, dado que las tasas de otros melanomas son bajas en las poblaciones no blancas, el MLA es la forma más común de melanoma diagnosticado entre los grupos étnicos asiáticos y subsaharianos. La edad media en el momento del diagnóstico se sitúa entre los 60 y los 70 años.

## Signos y síntomas
Los signos típicos del melanoma lentiginoso acral son los siguientes:
- Raya longitudinal de color canela, negro o marrón en una uña
- Pigmentación del pliegue ungueal proximal
- Zonas de pigmentación oscura (palmas de las manos)

Los signos de advertencia son la aparición de nuevas áreas de pigmentación o la aparición de cambios en la pigmentación existente. Si se detecta a tiempo, el melanoma lentiginoso acral tiene una tasa de curación similar a la de otros tipos de melanoma de extensión superficial.

## Causas
El melanoma lentiginoso acral es el resultado de melanocitos malignos en la membrana de la piel (capas externas) La patogénesis del melanoma lentiginoso acral sigue siendo desconocida en la actualidad. No está causado por la luz solar o la radiación UV.

## Diagnóstico
Aunque el método ideal de diagnóstico del melanoma es la biopsia por escisión completa, pueden ser necesarias alternativas según la localización del melanoma. La dermatoscopia de las lesiones pigmentadas acrales es muy difícil, pero puede lograrse con un enfoque diligente. La confirmación inicial de la sospecha puede hacerse con una biopsia en cuña pequeña o una biopsia en sacabocados pequeños. Las biopsias en cuña fina y profunda pueden cicatrizar muy bien en la piel acral, y las biopsias en sacabocados pequeños pueden dar suficientes indicios de la naturaleza maligna de la lesión. Una vez realizada esta biopsia confirmatoria, se puede realizar una segunda biopsia cutánea excisional completa con un margen quirúrgico estrecho (1 mm). Esta segunda biopsia determinará la profundidad y la invasividad del melanoma, y ayudará a definir cuál será el tratamiento final. Si el melanoma afecta al pliegue ungueal y al lecho ungueal, puede ser necesaria la escisión completa de la unidad ungueal (uña). El tratamiento final podría requerir una escisión más amplia (márgenes de 0,5 cm o más), amputación digital, linfangiograma con disección de ganglios linfáticos o quimioterapia.

### Histología

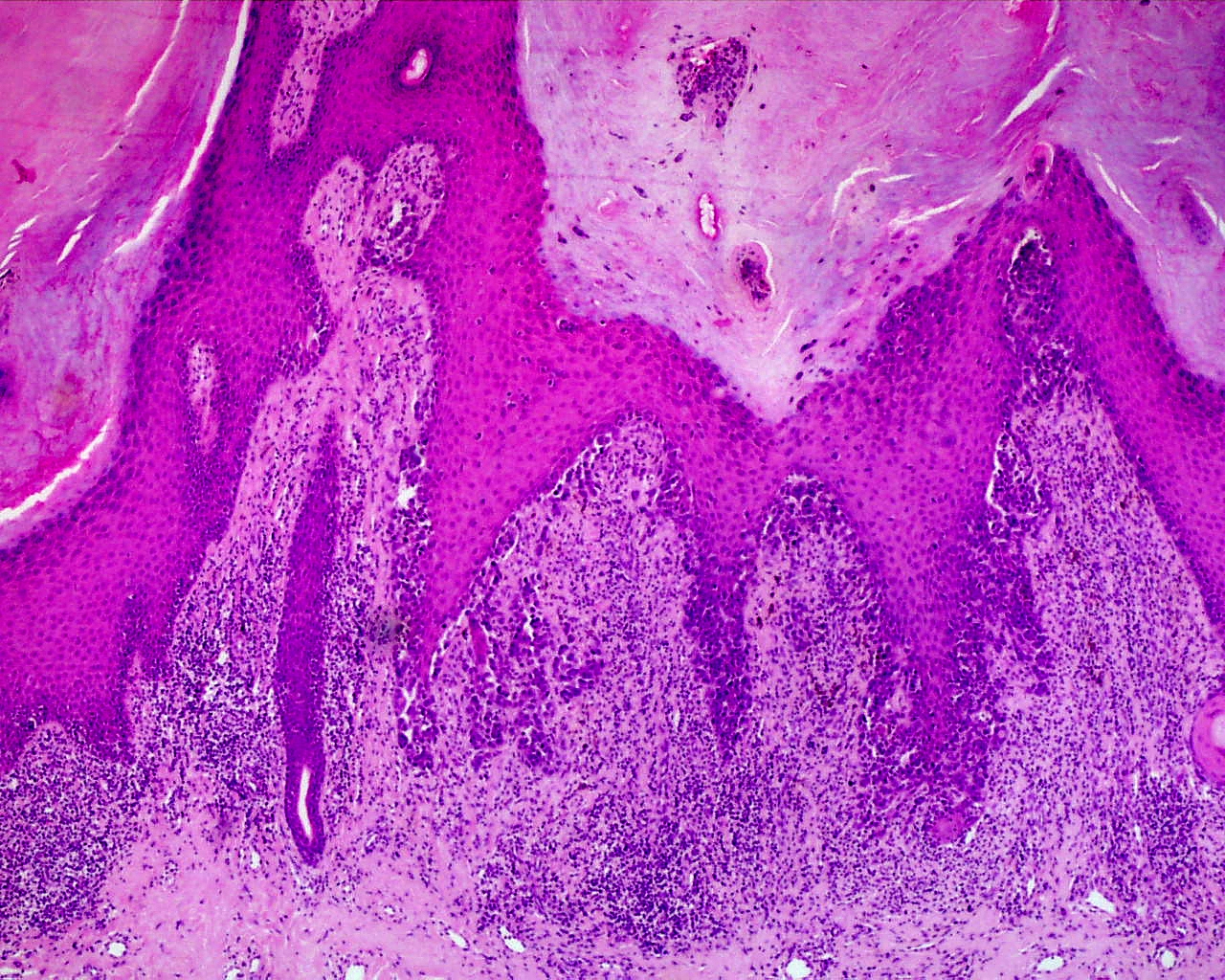
Melanoma lentiginoso acral (MLA)

La principal característica del melanoma lentiginoso acral es la proliferación continua de melanocitos atípicos en la unión dermoepidérmica. Otros signos histológicos del melanoma lentiginoso acral son la invasión dérmica y la desmoplasia.
Según Scolyer et al., el MLA  "suele caracterizarse en su forma más temprana reconocible como melanocitos atípicos únicos dispersos a lo largo de la capa epidérmica de unión".

## Tratamiento
Los tratamientos para el melanoma metastásico incluyen los agentes biológicos de inmunoterapia ipilimumab, pembrolizumab y nivolumab; inhibidores de BRAF, como vemurafenib y dabrafenib; y un inhibidor de MEK, trametinib.

## Pronóstico
Se ha demostrado que el melanoma lentiginoso acral tiene peor pronóstico que el melanoma maligno cutáneo (MMC).

## Sociedad y cultura
El músico jamaicano Bob Marley murió de esta enfermedad en 1981, a los 36 años.